# 라파엘 베니테스
라파엘 베니테스 마우데스(스페인어: Rafael Benítez Maudes rafaˈel ˈrafa βeˈniteθ ˈmauðes[*], 1960년 4월 16일, 마드리드 지방, 마드리드 ~)는 스페인의 은퇴한 축구 선수, 현 축구 감독이다. 현재 스페인 라리가의 셀타 비고의 감독이다. 그는 UEFA 유로파리그, UEFA 슈퍼컵, UEFA 챔피언스리그, 그리고 FIFA 클럽 월드컵을 모두 석권한 적이 있는 유일한 감독이다.
베니테스는 26세의 나이에 레알 마드리드의 감독진으로 참여해 U-19부와 2군의 감독과 1군 수석 코치를 맡았다. 베니테스는 1995년에 레알 마드리드를 떠난 후 레알 바야돌리드와 오사수나에 감독으로 잠시 몸을 담았지만, 성과를 거두지 못했다. 베니테스는 세군다 디비시온의 엑스트레마두라를 맡아 첫 해인 1997년에 선수단이 1부 리그로 복귀하는데 힘을 보탰지만, 이듬해에 강등을 당했다. 그는 엑스트레마두라를 떠나 2000년에 테네리페의 지휘봉을 잡아 처음이자 마지막 시즌에 1부 리그 승격을 이룩했다.
베니테스는 2001-02 시즌에 발렌시아 감독으로 취임해 라리가 우승을 달성했다. 베니테스의 발렌시아는 2004년에, 또다시 라리가 정상에 올랐고, 발렌시아를 두 시즌 연속으로 UEFA 챔피언스리그 결승으로 이끈 엑토르 쿠페르가 남기고 간 유산을 가지고 UEFA컵 우승을 추가했다. 쿠페르는 2000년에 레알 마드리드를, 2001년에는 바이에른 뮌헨을 결승에서 상대했다.
발렌시아를 떠난, 베니테스는 잉글랜드 프리미어리그의 리버풀에 입단해 2005년에 선수단의 UEFA 챔피언스리그 정상 등극에 기여했다. 2년차에 그는 UEFA 올해의 감독으로 선정되었다. 그는 2006년에 FA컵 우승을 달성했고, 2007년 UEFA 챔피언스리그 준우승을 거두었지만, 프리미어리그 우승에는 실패했고, 리버풀이 베니테스 휘하에 거둔 최고 성적은 2008-09 시즌의 준우승이었다.
2010년 6월에 리버풀을 떠난 베니테스는 전 시즌에 3관왕을 달성한 인테르나치오날레였다. 그의 인테르나치오날레 임기는 짧은 시일 내에 끝났는데, 그는 2010-11 시즌 중반에 선수단을 수페르코파 이탈리나와 FIFA 클럽 월드컵 우승으로 이끈 후 그만두었다. 2012년 11월, 그는 첼시의 임시 감독으로 시즌 잔여 기간 동안 임명되었고, 2013 UEFA 유로파리그 우승을 달성했다.
베니테스는 나폴리 지휘봉을 잡아 이탈리아로 복귀했고, 코파 이탈리아와 수페르코파 이탈리아나 우승을 달성했다. 이후 베니테스는 나폴리를 떠나 2015년 6월에 레알 마드리드와 3년 계약을 맺고 사령탑으로 임명되었다. 그러나, 이 지위도 오래가지 못하고 2016년 1월 4일, 전 소속 구단인 발렌시아와 2-2로 비긴 후 해임되었다.
2016년 3월 11일, 베니테스는 뉴캐슬 유나이티드 감독으로 취임해 구단을 강등에서 구제할 특명을 받았다. 베니테스는 강등을 피하지 못했지만, 이듬해에 챔피언십을 우승해 프리미어리그에 1시즌 만에 복귀했다. 그는 2019년 6월에 구단을 떠났다.

## 선수 경력
베니테스는 테르세라 디비시온의 레알 마드리드 아피시오나도스와 세군다 디비시온의 카스티야 선수 신분을 거쳤다. 그는 마드리드 공과대학교의 체육학과에 INEF 학생으로 진학해 1982년에 체육학 학위를 획득했다.
1979년, 베니테스는 멕시코 시에 열린 유니버시아드에 스페인 U-19 대표로 참가해 쿠바와의 첫 경기에서 페널티킥으로 득점을 기록해 10-0 승리에 일조했다. 이어지는 0-0으로 비긴 캐나다전에서 거친 태클을 당해 부상을 당했다. 그는 이 부상으로 재활하는 데 1년이 걸렸고, 결국 선수로 대성할 수 있는 기회를 사실상 날려버렸다. 1981년, 베니테스는 테르세라 디비시온의 팔라로 이적했다. 그는 본래 팔라에 임대로 합류했지만, 이후 완전히 이적했고, 소속 구단의 세군다 디비시온 B 승격에 기여했다. 그는 스페인 대학 대표로 3경기를 더 출전했다. 1985년, 그는 세군다 디비시온 B의 리나레스에 입단해 엔리케 마테오스 휘하의 선수이자 그를 보좌할 코치를 맡았다. 계속된 부상 문제로 그는 1985-86 시즌 대부분을 결장했고, 결국 그는 현역에서 은퇴했다.

## 감독 경력

### 레알 마드리드 유소년부 감독직
1986년, 26세에 은퇴한 베니테스는 레알 마드리드에 복귀해 구단의 감독진에 합류했다. 1986-87 시즌을 앞두고, 그는 카스티야의 감독으로 임명되었다. 그는 카스티야 소속으로 1987년과 1989년에 두 차례 리그 우승을 거두었다. 그는 1990년에 레알 마드리드 유소년부 B를 이끌고 3번째 리그 우승을 거두었다. 1990-91 시즌 중에 그는 호세 안토니오 카마초의 바통을 이어받아 레알 마드리드 U-19 부서 감독이 되었다. U-19 부서로 1991년과 1993년에 바르셀로나와 치른 두 번의 결승전에서 모두 승리하여 코파 델 레이 후베닐 우승을 달성했다. 1993년 선수단은 U-19 전국 리그도 우승해 2관왕을 달성했다. 레알 마드리드에서 활동하면서, 베니테스는 1989년에 감독 면허를 땄고, 1990년 여름에는 캘리포니아주 캘리포니아 대학교 데이비스의 축구 캠프에서 축구를 가르치기도 했다.
1992-93 시즌, 베니테스는 레알 마드리드 B의 마리아노 가르시아 레몬 감독의 수석 코치로 보좌하기도 했다. U-19 부서에서 큰 성과를 낸 베니테스는 1993-94 시즌을 앞두고 가르시아 레몬의 후임이 되었다. 레알 마드리드 B는 당시 세군다 디비시온 소속이었는데, 1993년 9월 4일, 그는 에르쿨레스와의 경기에서 세군다 디비시온 구단의 감독으로 첫 경기를 치렀다. 1994년 3월, 그는 비센테 델 보스케 감독의 1군 수석 코치로 보좌했다가 1994-95 시즌에 레알 마드리드 B의 감독으로 복귀했다.

### 경력 초기
베니테스는 레알 마드리드를 떠나 처음으로 1군 감독을 맡았는데, 그리 큰 성과를 내지 못했다. 그는 1995-96 시즌에 레알 바야돌리드 감독이 되었지만, 23경기에서 2승만을 거두는 부진한 성적으로 1부 리그 최하위에 쳐진 후 경질당했다. 1996-97 시즌, 베니테스는 세군다 디비시온의 오사수나 감독을 맡았지만, 9전 1승을 기록하는데 그쳐서 해임당했다. 그러나, 그는 체력 코치 파코 아예스테란을 오사수나에서 조우해, 이어지는 10년 동안 동행하게 되었다. 1997년, 그는 또다른 세군다 디비시온 구단인 엑스트레마두라 감독을 맡았는데, 이번에는 42전 23승으로 데포르티보 알라베스에 이어 최종 순위에서 준우승을 차지해 승격할 수 있도록 도왔다. 그러나, 엑스트레마두라는 1부 리그에서 1시즌도 버티지 못했고, 1999년에 리그를 17위로 마치고 라요 바예카노와의 플레이오프전에서 패해 강등당했다.
베니테스는 이후 엑스트레마두라 감독직을 그만 두고 1년 동안 잉글랜드와 이탈리아에서 축구를 공부하기 위해 감독직을 잠시 내려놓았다. 그는 유로스포츠, 마르카, 엘 문도, 그리고 지역 마드리드 TV에서 해설자 겸 분석가로 활동하기도 했다. 2000년, 그는 세군다 디비시온의 테네리페 감독이 되어 미스타, 쿠로 토레스, 루이스 가르시아 등의 선수들이 포진한 선수단을 지휘하게 되었고, 세비야와 베티스에 이어 리그 3위를 차지한 테네리페는 라리가 구단으로 승격되었다.

### 발렌시아
2001년, 베니테스는 엑토르 쿠페르의 뒤를 이어 발렌시아의 감독이 되었다. 구단은 앞서 하비에르 이루레타, 마네, 그리고 루이스 아라고네스를 만나 협상을 시도했지만, 셋 모두 제의를 거절했다. 그러나, 하비에르 수비라츠 단장은 베니테스의 잠재력을 높이 평가해 그의 선임을 추천했다.
베니테스는 전임 감독인 쿠페르보다 훨씬 공격적인 전술을 선보이며 발렌시아 지지자들의 마음을 샀다. 그는 전 소속 구단에서 미스타를 데려오고 프란시스코 루페테를 말라가에서 영입했는데, 미스타는 19골로 2003-04 시즌 발렌시아의 득점 1위를 차지했다. 2002년, 베니테스는 그의 전술로 발렌시아를 31년 만의 첫 라리가 우승으로 이끌었는데, 같은 시즌 준우승을 거둔 데포르티보와의 격차는 승점 7점이었다.
그러나, 2002-03 시즌은 실망적이었는데, 구단은 정상 방어에 실패했고, 우승을 거둔 레알 마드리드와 18점차로 라리가를 5위로 마감했다. 같은 시즌, 베니테스는 UEFA 챔피언스리그에 첫 발을 디뎌 8강까지 올랐지만, 인테르나치오날레에 밀려 더 나아가지 못하였다.
2003-04 시즌, 발렌시아는 리그 3경기를 남기고 라리가 우승을 확정지었고, UEFA컵 결승전에서 마르세유를 2-0으로 이기고 두 개의 대회에서 우승을 차지했다. 큰 성과를 거두고도, 베니테스는 헤수스 가르시아 피타르치 단장과 영입할 선수에 대한 의견고 선수단 보강을 위해 그가 원하는 선수를 영입하지 못해 마찰을 빚었다. 그는 "저는 소파(수비수)를 원했지만, 저들은 램프(파비안 카노비오)를 가져왔습니다"라고 그가 보강하고 싶어하는 영역을 빗대어 말한 것으로 회자된다. 이러한 의견차로 베니테스는 2004년 6월 1일에 발렌시아 지휘봉을 내려놓았다.

### 리버풀
2004년 6월 16일, 베니테스는 리버풀 감독으로 취임하면서 스페인 출신으로는 최초로 프리미어리그 구단 감독을 맡게 되었다.

#### 2004–2006: 초기에 거둔 성공

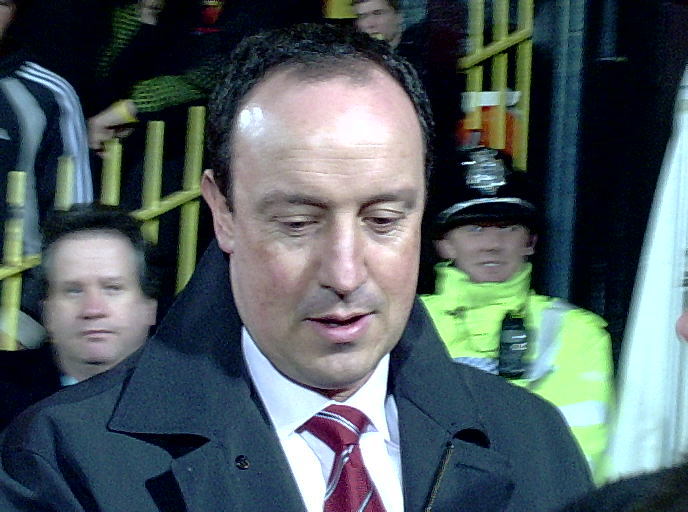
2005년 리버풀의 베니테스

베니테스가 리버풀 감독으로 취임해 처음으로 할 일은 구단의 주장 스티븐 제라드가 같은 리그의 경쟁 구단인 첼시로 이적하는 것을 막는 것이었다. 그러나, 그는 마이클 오언의 연장 계약을 설득하는데 실패했다. 그는 이후 레알 마드리드에 매각되었다. 여름 이적 시장 말, 베니테스는 라리라에서 몇 명의 선수를 영입했는데, 그들 중에는 바르셀로나의 루이스 가르시아와 레알 소시에다드의 샤비 알론소가 있었고, 둘 다 입단한지 얼마 되지 않아 코파이트의 지지를 받았다. 베니테스는 기존의 리버풀 선수들에게 새로운 바람을 불어넣기도 했는데, 다목적 선수였던 제이미 캐러거를 사미 휘피애와 한 쌍을 이루어 유럽 최고의 중앙 수비수들 중 한 명으로 변화시켰다.
베니테스는 1년차에 리버풀이 프리미어리그에서 맹활약하지 못했다. 주요 선수들이 시즌의 중요한 순간에 부상으로 빠지게 되었고, 리버풀은 첼시와 아스널이 경합하는 리그 우승 경쟁에 끼지 못하고 5위로 마감했다. 그러나, 그러나, 베니테스는 잉글랜드 국내 컵대회 결승전에 올랐는데, 밀레니엄 경기장에서 열린 리그컵 결승전에서 첼시를 상대해 연장전 끝에 2-3으로 패했다.
이에 불구하고 리버풀은 UEFA 챔피언스리그에서는 초반 부진한 시작에도 불구하고, 선전하였다. 리버풀은 예선에서 그라처에 합계 2-1로 아슬아슬하게 이기면서 시작했고, 조별 리그에서는 최종전 몇 분을 남겨놓고 탈락 위기까지 갔었다. 그러나, 올림피아코스와의 경기에서 87분에 스티븐 제라드의 골이 터지면서 3-1 승리를 거두고, 리버풀은 승자승 원칙에 따라 16강에 진출할 수 있게 되었다. 베니테스는 대담한 선수단 조합을 통해 레버쿠젠과 유벤투스를 넘었고, 리버풀은 첼시와 4강에서 격돌했다. 루이스 가르시아가 2차전 초반에 논란의 골을 기록하면서 합계 1-0으로 이겨 밀란과의 결승전에 안착하게 되었다.
두고두고 회자되는 결승전에서, 리버풀은 전반을 0-3으로 크게 밀리는 와중에 마쳤고, 6분 간격으로 3골을 넣어 승부를 3-3 원점으로 돌린 후, 승부차기에서 예지 두데크 수문장의 선방에 힘입어 3-2로 이겼다. 베니테스가 후반 시작 전에 건낸 차분하고 설교적인 한마디는 선수들에게 뒤집기 불가능해 보이는 상황에서도 할 수 있다는 믿음을 가지게 했고, 결국 리버풀은 통산 5번째 유러피언컵을 들어올렸다. 그에 따라, 베니테스는 밥 페이즐리와 조제 모리뉴에 이어 UEFA컵과 UEFA 챔피언스리그를 연달아 우승한 3번째 감독으로 이름을 올렸고, 조 페이건에 이어 임기 1년차에 유러피언컵을 들어올린 2번째 리버풀 감독이 되었다. 베니테스의 전술은 리버풀이 상대적으로 빈약한 선수진을 구축하고도 결승에 올라 대회를 석권하는데 큰 원동력이 되었다.
놀랍게도 두덱은 결승전에서 큰 공을 세우고도 주전 골키퍼 직위를 잃게 되었는데, 페페 레이나가 비야레알에서 이적하여 2005-06 시즌에 주전으로 골문을 지켰다. 베니테스는 뜻밖의 공신들이었던 블라디미르 슈미체르와 이고르 비슈찬도 유러피언컵 우승의 주역이었지만 베니테스의 장기 계획에 포함되지 않았기에 재빨리 내쳤다. 베니테스는 잉글랜드 축구에 첫 발을 디디면서 데려온 호세미와 안토니오 누녜스도 적응하지 못했기에 내쳤고, 선수단을 보강하기 위해 피터 크라우치, 모하메드 시소코, 다닐 아게르는 물론이고 전 리버풀 선수이자 지지자들이 밀어주는 로비 파울러를 영입했다.
베니테스의 신입생들은 선수단이 프리미어리그에서 더 나은 성적을 거둘 수 있게 해주었다. 리버풀은 2위와 승점 1점 차로 리그에서 3위를 차지했다. 같은 시즌에 리버풀은 FA컵을 우승했는데, 결승에 올라가는 와중에 맨체스터 유나이티드와 첼시를 모두 꺾었고, 3라운드에서 루턴 타운을 명승부 끝에 5-3으로 제압하였으며, 웨스트햄 유나이티드를 결승전에서 상대했다. 결승전에서 같은 시나리오가 반복되었는데, 연장전까지 혈전을 벌여 3-3으로 비기고 승부차기 끝에 이겨 우승을 거두었다. 리버풀은 0-2로 미리기도 했고, 추가 시간에 2-3으로 밀리고 있을 때 스티븐 제라드가 극적인 막판 동점골을 넣었다. 이번에는 페페 레이나가 승부차기 주자 3명을 막아세워 우승컵을 들어올리는 데에 큰 공을 세웠다. FA컵 우승으로 베니테스는 리버풀 역사상 최초로 1년차와 2년차에 모두 주요 대회 우승을 거둔 감독이 되었다.

#### 2006–2008: 신임 구단주와의 충돌
베니테스가 임기 초에 성공을 거두면서, 잉글랜드 언론들은 베니테스가 이적 시장에 예상되는 약점들을 짚을 때 리버풀이 첼시의 프리미어리그 2006-07 대항마가 될 것으로 거론했고, 그의 선수단이 커뮤니티 실드에서 첼시를 2-1로 이기면서 이 예상에 확신을 주었다. 그러나, 시즌 중도에 우승 경쟁에서 떨어져 나갔는데, 리버풀이 안필드가 아닌 원정 경기에서 부진한 모습을 보이고, 그의 요원이 베니테스가 이탈리아 무대 이적을 고려하고 있다는 말이 나오면서, 베니테스의 리버풀 임기가 빨리 끝날 것이라는 말이 나왔다. 베니테스는 구단의 웹사이트에 성명문을 붙여 리버풀에 장기간 머물 의사를 재확인시켰다. 1월, 베니테스의 선수단은 4일 간격으로 국내 컵 대회에서 아스널에 두 번 패했는데, 리그컵에서 3-6으로 패하면서 리버풀은 1913년 이래 최악의 안방 패배를 당했다. 국내 무대에서 부진한 모습을 보인 리버풀이었으나, 여전히 지지자들은 베니테스 편이었다.
지지자들과 감독진은 선수단 영입과 구장 신축에 재정적으로 보태줄 새 구단주로 들어온 조지 질레트와 톰 힉스를 맞이했다. 질레트는 감독이 원하는 바에 투자할 것에 기쁨을 표의했는데, 베니테스가 국내 무대에서 고전한 끝에 리버풀을 UEFA 챔피언스리그 결승전에 올려놓은 데에 있었다. 리버풀은 또다시 첼시를 준결승전에서 이겼는데, 이번에는 승부차기까지 갔고, 질레트는 "라파는 훌륭했습니다 ... 우리는 그를 알고 있었지만, 우리는 그가 감독으로서 말고도 얼마나 잘하는 지를 몰랐었던 것 같습니다. 그는 훌륭한 감독이기도 했지만, 예리하고, 효율적인 사업가이기도 합니다. 그는 자신이 원하는 바를 알고 어떻게 쟁취하는지 압니다. 우리는 그에 대해 더 많은 것을 보았고, 우리는 더욱 감격했습니다"라고 감탄했다. 베니테스는 리버풀의 선수단을 보강하기 위해 새 구단주의 칭찬에 화답하지 않고, 밀란과의 결승전에서 1-2로 패한 후 이적 시장에서 구단주더러 지지를 부탁했다. 베니테스는 구단이 확산되는 소문을 일축함에도 불구하고 자신이 새 구단주로부터 전적인 지지를 받지 못한다고 불만을 터뜨린 것으로 밝혀졌는데, 이러한 베니테스의 생각은 리버풀이 이적 시장 초반에 활동이 뜸한 데에 있었다.
결국 베니테스의 지출액은 크게 증가했는데, 스페인의 공격수 페르난도 토레스를 아틀레티코 마드리드에서 리버풀 역대 최고 이적료로 영입했고, 라이안 바벌, 요시 베나윤, 루카스 레이바, 그리고 안드리 보로닌을 영입했다. 이들을 영입하면서, 베니테스는 UEFA 챔피언스리그 결승전에 오르기 위해 리버풀이 캄 노우에서 바르셀로나를 꺾은 날에 앞서 욘 아르네 리세와의 다툼 이후 1군에서 지위를 서서히 잃어가던 크레이그 벨러미를 방출했다.
리버풀은 2007-08 시즌을 인상적으로 시작했는데, 더비 카운티를 6-0으로 격파하면서 베니테스 임기에는 처음으로 프리미어리그 선두에 올랐다. UEFA 챔피언스리그에서의 부진한 행보와 향후 영입을 놓고 내홍을 겪고 이것이 공개적으로 구단주와 관계가 틀어졌고, 11월 말에 언론에 이 사실이 공개되었다. 이를 통해 베니테스의 지위가 큰 위기에 봉착한 것으로 나타났다. 이후의 결과는 지지자들이 베니테스를 밀어주는 것이었는데, 포르투와의 중요한 UEFA 챔피언스리그 안방 경기를 앞두고 지지자들이 행진했고, 경기는 4-1 승리로 끝났다. 위르겐 클린스만이 바이에른 뮌헨 감독직을 수락하기 전에 베니테스의 후임이 될 제의를 받은 것이 밝혀졌다. 이 폭로로 베니테스가 미국인과의 관계가 크게 악화되었고, 베니테스가 스페인 무대에 복귀해 레알 마드리드 지휘봉을 잡을 것이라는 추측 보도가 계속 나왔다. 그러나, 베니테스는 자신은 향후에도 리버풀과 함께할 것이며, 신임 수석 코치 새미 리와의 장기간 협동을 선언했다. 그를 오랜 기간 보좌했던 파코 아예스타란은 불화로 자신에 "상처를 입혔다"는 것은 물론 리버풀의 우승 기회를 날려버린 것으로 인해 불화가 일어난 것으로 알려졌다.
베니테스의 리버풀은 겨울 기간에 무너지는 모습을 보이며 국내 무대를 빈손으로 마쳤는데, 이 과정에서 반슬리와의 FA컵 안방 경기에서 충격적인 패배로 탈락했고, UEFA 챔피언스리그 준결승전에서도 첼시에 패해 떨어졌다. 한 대회도 우승하지 못했지만, 논점은 경기장 밖에서 나왔는데, 베니테스는 리버풀 간부들과의 세력 싸움 중심에 섰다.

#### 2008–09: 리그 준우승
리버풀 감독과 간부 간 관계가 심하게 뒤틀리면서, 베니테스는 리버풀 간부에 애스턴 빌라로부터 개러스 배리을 영입하자는 요청이 묵살되면서 2008년 여름에 리버풀을 떠나기 직전까지 갔다. 베니테스는 배리를 영입할 자금을 마련하기 위해 샤비 알론소를 방출하려 한 것으로도 알려졌지만, 리버풀의 릭 패리 단장이 배리보다 로비 킨의 영입을 더 중요시 한 것으로 밝혀졌고, 배리가 입단하지 못하면서 마찰이 발생했다. 공격수 킨은 1월 이적 시장에서 토트넘 홋스퍼로 돌아갔고, 몇몇 분석가들은 킨이 베니테스와 구단 간부들 간의 "권력 투쟁에 쓰인 말"이었다고 짚었다.
장외 투쟁과 대조되게 리버풀은 2008-09 시즌의 프리미어리그를 인상적으로 시작했는데, 9월 13일에 안필드에서 처음으로 맨체스터 유나이티드와의 리그전에서 승리했고, 첼시의 스탬퍼드 브리지 86경기 무패행진에 종지부를 찍었다. 리버풀은 1996년 이래 처음으로 프리미어리그 선두로 한 해를 마무리했다.
그러나, 리버풀은 2009년으로 넘어가 부진한 성적을 내면서 조병이 베니테스에 더욱 집중되었는데, 그는 12월 아스널과의 경기에서 무승부를 거둘 당시 신장결석 제거 수술로 빠졌었다. 언론은 맨체스터 유나이티드의 알렉스 퍼거슨 감독에 집중포화를 했는데, 이는 몇 분석가들과 적대적 지지자들이 베니테스가 우승을 앞두고 "무너져 내린다"고 물타기하기에 이르렀다. 베니테스는 리버풀 간부들과 여전히 사이가 나쁜 것으로 보였고, 공개적으로 연장 계약을 거절했으며, 선수 영입을 놓고 더 많은 권한을 원하는 것으로 밝혀졌다. 한때, 베니테스가 리버풀 지휘봉을 내려놓거나 직위에서 쫓겨날 것이라는 소문이 널리 퍼져 노름꾼들은 해당 문제를 놓고 내기하는 것을 그만두기도 했다.
그러나, 2009년 3월 18일, 짧은 기간 동안 레알 마드리드와의 경기에서 4-0, 맨체스터 유나이티드와의 경기에서 4-1 대승을 잇달아 거두면서, 베니테스는 구단과 5년 계약 연장에 동의했다. 베니테스는 "제 마음은 리버풀과 함께하며, 새로 계약을 갱신한 것이 기쁘고, 구단, 지지자, 그리고 도시를 사랑하며, 구단과 지지자들과 함께하는 것이 좋으며, 여기 더 머무는 것을 거절할 수 없습니다"라고 말했다. 남은 11번의 경기 중 10번을 이긴 리버풀은 베니테스 임기 최고의 성적을 거두었는데, 우승을 거둔 맨체스터 유나이티드와 4점 차로 2004년 이래 처음으로 리그 준우승을 거두었고, 리버풀은 겨울 기간 동안의 시련과 대조되게 눈길을 끄는 공격 축구를 펼쳤다.

#### 2009–10: 추락과 임기의 끝

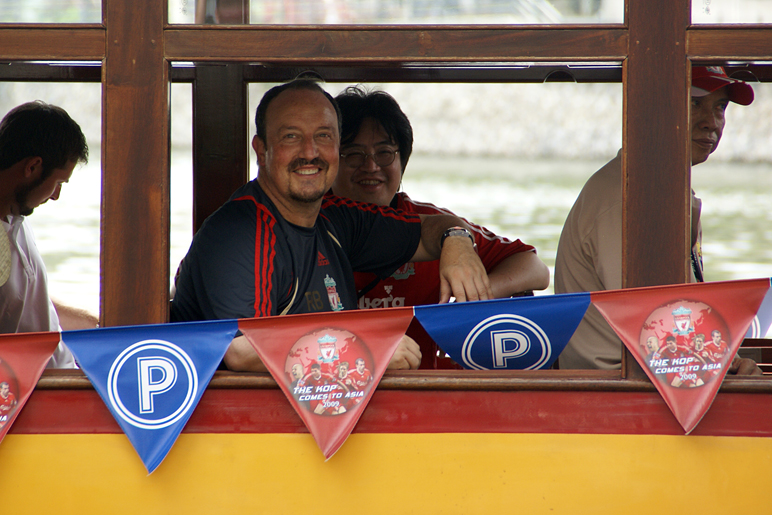
2009년, 리버풀 아시아 투어의 베니테스

지지자들은 베니테스가 장기간 연장 계약을 맺으면서 2009-10 시즌에 대도약을 통해 20년 만의 첫 리그 우승을 기대하게 했다. 그러나, 이어지는 다음 시즌에 리버풀은 7위의 성적을 거두었고, 베니테스는 상호 계약 해지로 구단을 떠나게 되었다.
베니테스의 리버풀 마지막 시즌을 앞두고, 선수단의 주요 선수로 활약했던 샤비 알론소가 장기간의 협상 끝에 £30M의 이적료로 레알 마드리드에 둥지를 옮겼다. 알론소는 전년에 베니테스가 자신을 방출하려 시도한 것이 자신을 이적하는데 결정적이었다고 밝혔다. 알론소를 대신하기 위해 이탈리아의 미드필더 알베르토 아퀼라니가 장기간 부상으로 재활하는 와중에 로마에서 £17M으로 입단했다. 또한 잉글랜드 수비수 글렌 존슨이 £17.5M에 입단했다. 구단주는 늘어나는 부채를 줄이기 위해 "영입을 위한 방출" 정책을 시행했는데, 알론소의 이적이 겹치면서 다수의 구단 지지자들이 베니테스가 이적 시장에서 충분한 지원을 받지 못한다며 큰 불만을 표출하는 것으로 이어졌다. 베니테스가 알론소를 방출하고 그를 루카스 레이바로 대신하고, 아퀼라니를 부상당한 채 합류시킨 것에 더불어 처음 3경기에서 2패를 당한 것은 리버풀이 우승 경쟁에 뛰어들 수 있는가에 의문을 제기했다. 베니테스는 리버풀의 초반 부진이 스티븐 제라드 등의 주요 선수들이 평소보다 활약이 뜸한 것이라며, 자신의 결정을 합리화했다.
리버풀은 22년 만에 최악의 성적을 거둔 것 외에도 UEFA 챔피언스리그에서도 조별 리그에 일찍 탈락해 리버풀 지지자들로부터 처음으로 말로써 비난을 당했다. 리버풀은 베니테스 특유의 단단한 수비가 없다는 점이 지적되었는데, 맨체스터 유나이티드와 첼시만이 리버풀보다 골을 덜 허용했지만, 제라드나 토레스 같은 주축 선수의 부상에 대응할 방법이 부족했으며, 베니테스의 결정에 의문이 제기되었다. 구단은 UEFA 유로파리그에서도 아틀레티코 마드리드에 밀려 떨어지면서, 2009-10 시즌에 우승할 수 있는 대회가 남지 않게 되었다.
2010년 6월 3일, 베니테스는 "상호 계약 해지"로 구단을 떠났고, 위약금은 £6M 정도인 것으로 보고되었다. 언론은 베니테스가 리버풀을 떠난 것이 프리미어리그에서 7위를 차지하고, UEFA 챔피언스리그 출전 기회를 날리고, 위건 애슬레틱에 패한 것을 포함해 부진한 성적을 거둔 것이 요인인 것으로 추측했다. 안필드를 떠난 지 얼마 지나지 않아, 베니테스는 힐스브러 유가족 지지 단체에 £96,000을 기부했다.

### 인테르나치오날레
2010년 6월 10일, 리버풀에서 떠난 지 얼마 되지 않아 베니테스는 전 시즌에 UEFA 챔피언스리그를 우승한 세리에 A의 인테르나치오날레의 지휘봉을 잡으면서 주제 모리뉴가 레알 마드리드 감독으로 이직하여 공석이 된 자리를 채우게 되었다. 2010년 6월 15일, 베니테스는 이탈리아 언론의 취재 앞에서 입단식을 치르고 2년 계약을 체결하였다. 2010년 8월 21일, 베니테스의 선수단은 수페르코파 이탈리아나에서 로마를 3-1로 이기고 새 감독 취임 후로는 첫 우승을 거두었다. 2010년 8월 27일, 모나코에서 벌어진 2010년 UEFA 슈퍼컵에서 인테르나치오날레는 아틀레티코 마드리드에 패하였다. 베니테스가 맡은 첫 세리에 A 경기는 2010년 8월 31일, 레나토 달라라에서 벌어진 볼로냐와의 원정 경기로, 0-0으로 비겼다. 그의 리그전 첫 승리는 2010년 9월 11일, 2-1로 이긴 우디네세와의 주세페 메아차 안방 경기였다.
2010년 12월, 인테르나치오날레는 세리에 A 6위로 추락하였는데, 숙적 밀란, (이 경기 패배로 안방 46경기 무패행진 기록이 깨졌다) 키에보, 그리고 라치오와의 리그 경기에서 연달아 패하면서 선두와 (2경기를 덜 치른 상태에서) 13점 차로 뒤쳐졌고, 토트넘 홋스퍼와의 UEFA 챔피언스리그 경기에서도 패하면서, 베니테스의 감독 자리에 의문이 제기되었다. 이러한 비판에도 불구하고, 베니테스는 2010년 12월에 인테르나치오날레를 FIFA 클럽 월드컵 우승으로 이끌었다. 몇개월 전에 3관왕에 올랐음에도 불구하고, FIFA 클럽 월드컵 우승으로 고무된 그는 신입생을 영입하여 유럽 정상에 오른 구단을 지원하지 않을 경우 감독직을 유임하는 데에 고민할 것을 수뇌부에 당부하였다. 베니테스의 요구는 마시모 모라티 인테르나치오날레 구단주에 의해 묵살되었는데, 그는 베니테스의 연임 요구에 대해 언급을 주저했다. 2010년 12월 23일, 인테르나치오날레가 세계 정상에 오른 닷새 후, 베니테스는 인테르나치오날레 감독직에서 해임되었다.

### 첼시

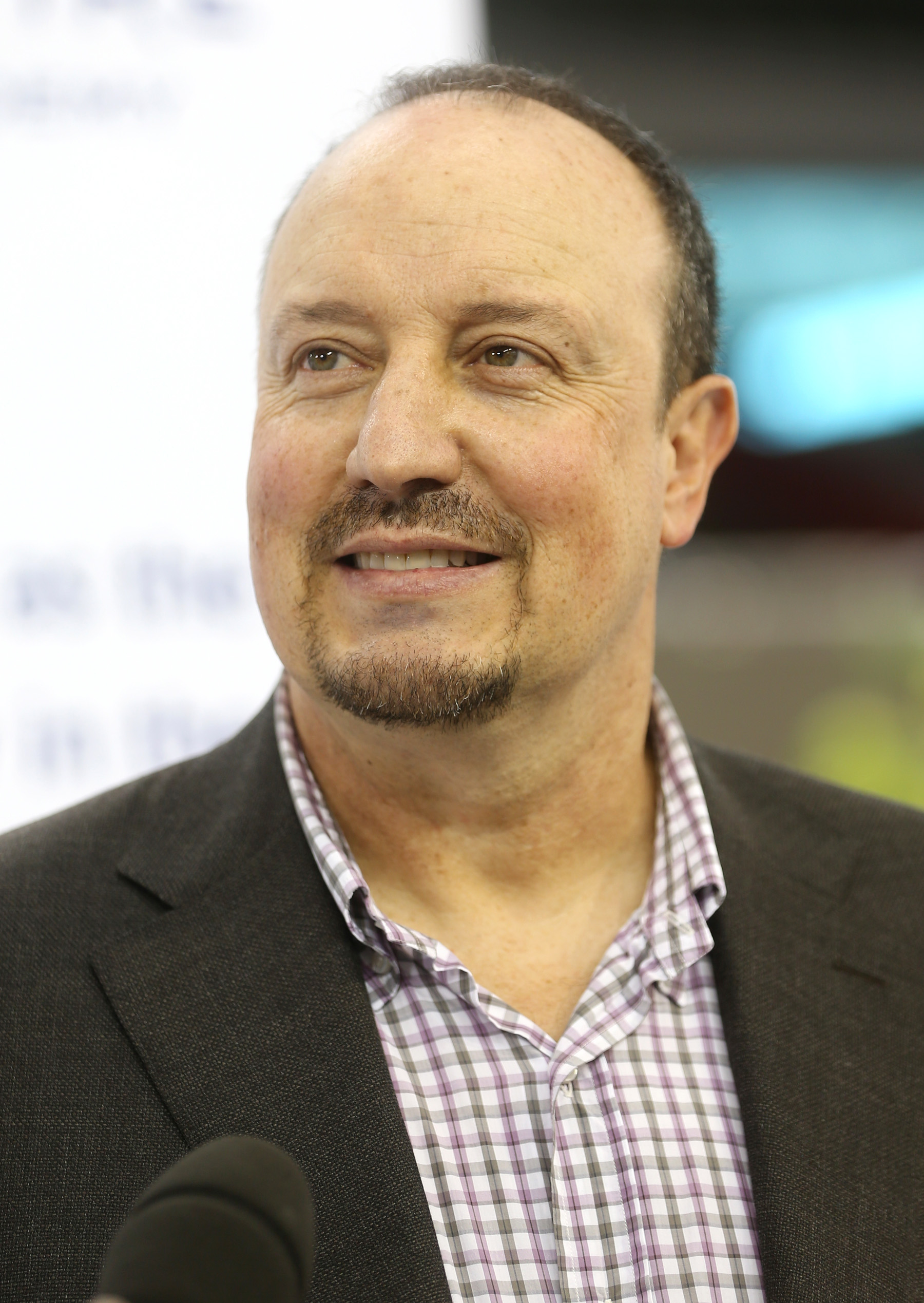
2012년, 첼시의 베니테스

2012년 11월 21일, 로베르토 디 마테오를 경질한 첼시는 베니테스를 2012-13 시즌이 끝날 때까지 임시 감독으로 임명하였다. 2012년 11월 22일, 그는 기자 회견에서 첼시 신임 감독으로 입단식을 치렀다. 같은 날, 그는 바우더베인 젠던을 신임 수석코치로 임명하였다.
베니테스의 취임은 첼시 지지자들의 큰 반감을 샀는데, 이는 그가 리버풀 감독 시절에 첼시에 좋지 않은 발언을 한 것 때문이었고, 그는 0-0으로 비긴 2012년 11월 25일 맨체스터 시티와의 첫 안방 경기에서 "매우 적대적인 환영"을 받았다. 첼시 지지자들의 적대적인 태도는 0-0으로 비긴 풀럼과의 안방 경기와 1-3으로 패한 웨스트햄과의 경기에서도 계속되었다. 2012년 12월 5일, 베니테스는 6-1로 이긴 노르셸란과의 UEFA 챔피언스리그 안방 경기에서 첼시 감독으로서는 첫 승리를 기록했지만, 첼시는 조별 리그를 통과하지 못했다. 이후 선덜랜드 원정에서 3-1 승리를 거두면서, 베니테스는 첼시 감독으로서 첫 리그 경기 승리를 쟁취하였다.
2012년 12월, FIFA 클럽 월드컵에서, 첼시는 몬테레이를 3-1로 이기고 결승전에 진출했지만, 브라질의 코린치앙스에 1-0으로 패했다. 첼시는 엘런드 로드에서 벌어진 리즈 유나이티드와의 리그컵 경기에서 5-1로 이기면서 대회 준결승전에 진출하였고, 애스턴 빌라와의 경기에서 8-0 승리를 거두어 1부 리그 최다 점수차 승리를 거둘 때와 동일한 기록을 세웠다. 이후 이어지는 프리미어리그 최하위 퀸스 파크 레인저스와의 안방 경기에서 0-1로 패하였고, 상대적으로 약체인 스완지 시티와의 리그컵 준결승전에서 합계 0-2로 밀려 탈락하였다.

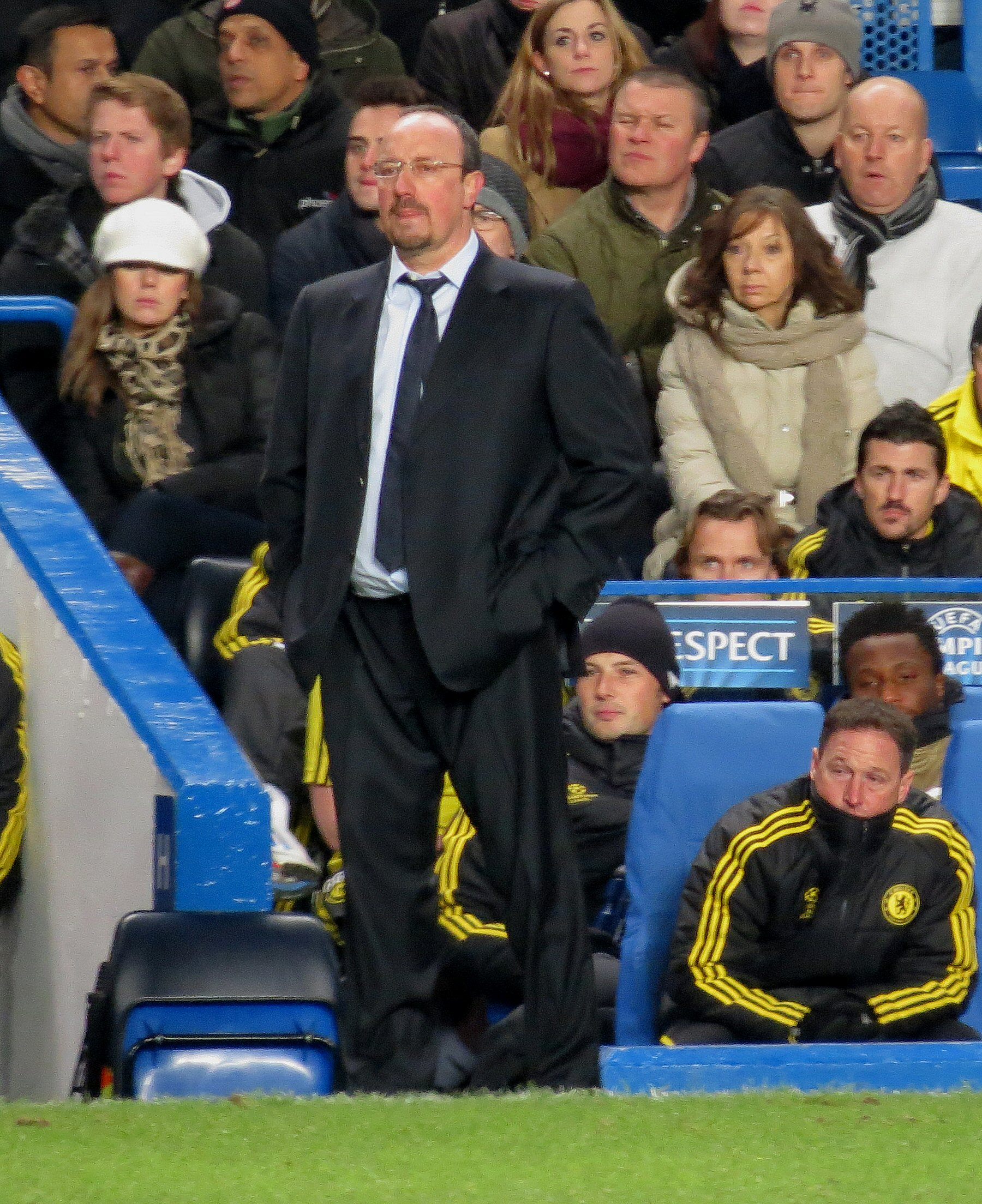
2012년, 첼시의 베니테스

2013년 2월 27일, 미들즈브러와의 FA컵 5라운드 경기에서 2-0으로 이긴 후, 베니테스는 첼시 수뇌부에게 자신을 "임시 감독"으로 임명한 것과 첼시 팬이 자신에 반대하는 시위를 하는 것을 크게 비난하였다. 그는 시즌이 끝나면 첼시를 끝날 의사를 밝히기도 했다. 그는 로만 아브라모비치 첼시 구단주와의 관계가 "매우 좋다"고 밝혔고, 시즌 말까지 첼시 감독을 맡고 싶다고 밝혔다. 그가 맡은 선수단은 갈지자 행보를 보였는데, 첼시는 리그 선두 맨체스터 유나이티드에 승점 16점 차로 뒤쳐졌는데, 베니테스 취임 당시에는 승점차가 고작 4점 차였다. 첼시는 FA컵에서 준결승전까지 올라가 웸블리에서 맨체스터 시티에 1-2로 패하면서 결승 진출이 좌절되었으나, UEFA 유로파리그 결승 진출에는 성공하였다. 시즌의 리그 37차전 경기에서, 첼시는 애스턴 빌라 원정에서 프랭크 램퍼드의 첼시 역대 최다 골 기록에 힘입어 2-1 승리를 거두었다. 이 경기 승리로 첼시는 프리미어리그 상위 4위 안에 드는 것이 확정되어 다음 시즌의 UEFA 챔피언스리그 진출에 성공했다.
5월 15일, 벤피카와의 UEFA 유로파리그 결승전에서, 첼시가 2-1로 이겼다. 이 대회 우승으로 베니테스는 조반니 트라파토니에 이어 UEFA컵 - UEFA 유로파리그를 2개의 구단에서 우승한 2번째 감독이 되었고, 첼시는 영국 최초이자 유럽에서 4번째로 3개의 유럽대항전에서 모두 우승을 거둔 구단이 되었다. 수비수 다비드 루이스는 베니테스가 후반 시작 전에 전략을 수정한 것에 공을 돌렸는데, 루이스는 "감독님께서 후반전에 맡을 저희 역할을 바꾸셨습니다. 그래서 우리는 더 나은 모습을 보여 우승했습니다. 그는 저희에게 강렬함을 바꿀 것을 지시하셨습니다." 브라니슬라프 이바노비치의 결승골에 대해 후안 마타는 "라파 감독님이 먼쪽 골대를 노리라고 하셨는데, 이는 아르투르의 약점이기 때문이었습니다. 저는 공을 그곳에 향하도록 띄우려 했고, 이바노비치가 뒤처리를 깔끔하게 했습니다."
5월 19일, 베니테스가 첼시 감독으로 맡은 마지막 경기는 2-1로 이긴 에버턴과의 안방 경기로, 프리미어리그 3위에 쐐기를 찍어 다음 시즌 UEFA 챔피언스리그 조별 리그 직행 자리를 확정지었다. 베니테스는 경기 뒤풀이에 참가하지 않았지만, 다수의 지지자들이 시즌 동안 보인 노고에 감사를 표하였는데, 이는 처음에 적대적인 모습을 보였던 처음과는 대조적인 일이었다.

### 나폴리

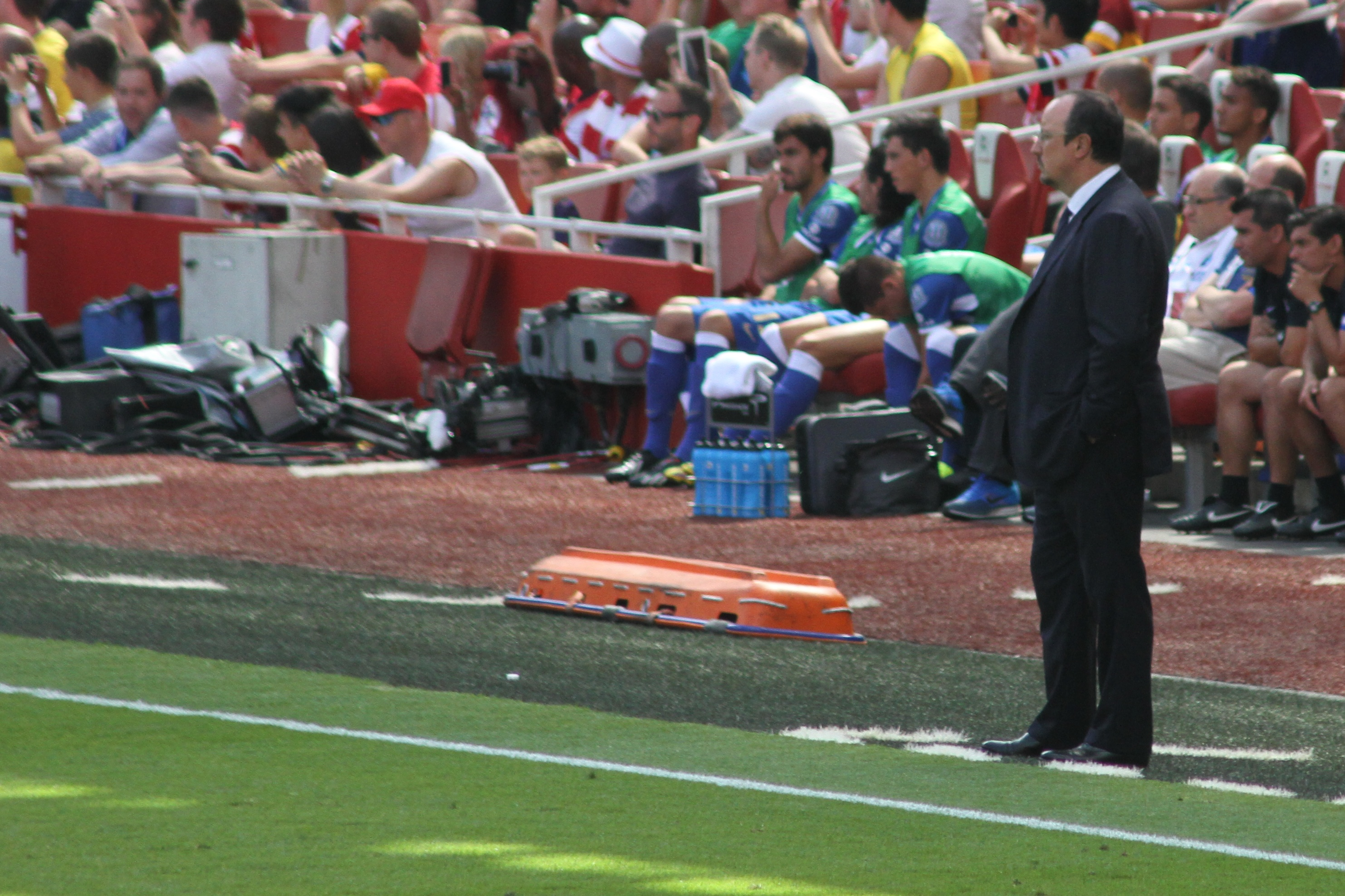
2013년, 나폴리의 베니테스

2013년 5월 27일, 베니테스는 발테르 마차리가 사임하면서 공석이 된 나폴리의 새 감독으로 임명되었다. 베니테스는 런던에서 아우렐리오 데 라우렌티스 구단 회장과 만나 2년 계약에 합의를 보았다.
나폴리 1년차에, 베니테스는 코파 이탈리아에서 피오렌티나를 결승전에서 3-1로 격파하고 나폴리를 우승으로 이끌었으나, UEFA 유로파리그에서는 포르투를 상대로 합계 2-3으로 밀리며 16강에서 그쳤다. 나폴리는 2013-14 시즌 세리에 A에서 3위를 차지해 UEFA 챔피언스리그 진출권을 확보하였다. 그다음 시즌, 나폴리는 아틀레틱 빌바오와의 예선전 경기에서 합계 2-4로 밀려 UEFA 유로파리그에 참가하게 되었다.
베니테스는 2014-15 시즌이 종료하면 사표를 낼 것임을 발표했다. 그가 나폴리 감독으로 지휘한 마지막 경기는 2-4로 패한 라치오와의 경기로, 나폴리는 이 경기에서 지면서 UEFA 챔피언스리그 진출이 좌절되었다.

### 레알 마드리드
2015년 6월 3일, 베니테스는 3년 계약을 맺고 레알 마드리드의 감독으로 내정되었다. 레알 마드리드는 세비야와의 11라운드 경기에서 2-3으로 패하기 전까지 리그에서 무패행진을 이어왔다. 그러나 이어지는 바르셀로나와의 고전 더비 안방 경기에서 0-4 패배를 당했다. 마드리드는 나중에 카디스와 코파 델 레이 32강전을 벌여 원정 1차전에서 3-1로 이겼다. 그러나, 이 경기에서 징계로 출전 자격이 없는 데니스 체리셰프를 배치하면서, 마드리드는 2차전을 치르지 못하게 되었고 실격으로 탈락했다. 같은 시기, 레알 마드리드는 UEFA 챔피언스리그 조별 리그에서 16점으로 조 1위를 차지했다.
2016년 1월 4일, 지지자들이 등을 돌린다는 주장이 나오는 가운데 베니테스의 계약이 해지되었는데, 선수들의 불만과 상위권 구단들을 상대로 좋은 성적을 충족시키지 못한 것이 이유였다. 해임될 당시, 레알 마드리드는 라 리가 3위로, 선두 아틀레티코 마드리드와는 승점 4점차였고, 1경기 덜 치른 숙적 바르셀로나와는 승점 2점차였다.

### 뉴캐슬 유나이티드
2016년 3월 11일, 베니테스는 우선 3년짜리 계약서에 서명하고 강등 위기에 처한 뉴캐슬 유나이티드 감독으로 임명되었다. 그는 지휘봉을 잡고서 치른 첫 경기에서 패했는데, 나중에 우승하는 레스터 시티와의 3월 14일 원정 경기에서 0-1로 패하였다. 베니테스는 까치 군단 (The Magpies) 지휘관으로서의 첫 승리를 4월 16일에서야 신고했는데, 스완지 시티와의 프리미어리그 경기에서 3-0 대승을 거두었다.
뉴캐슬은 시즌을 6경기 무패 기록으로 끝냈는데, 3위를 차지한 토트넘 홋스퍼와의 최종전 경기에서는 5-1 대승을 거두기도 했다. 그러나, 뉴캐슬은 막판 6경기에서 승점 12점을 추가한 선덜랜드에 밀려 챔피언십으로 강등되었다. 2016년 5월 25일, 베니테즈가 뉴캐슬 감독으로 연임할 것임이 밝혀졌다.
2017년 5월, 뉴캐슬은 EFL 챔피언십 2016-17을 우승하면서 1시즌 만에 2부 리그에서 프리미어리그로 승격하였다.
2019년 6월 24일, 뉴캐슬은 베니테스가 계약 기간 만료로 지휘봉을 내려놓을 것임을 밝혔고, 그는 2019년 6월 30일에 구단을 떠났다. 애슐리 구단주는 베니테스가 감독직을 연임할 수 없을 정도로 불공평한 조건을 내세운 것에 대해 비판했다.

### 다롄 프로
2019년 7월 2일, 베니테스는 중국 슈퍼리그의 다롄 프로과 2년 반짜리 계약을 맺고 감독으로 취임했다.

## 타 감독과의 관계

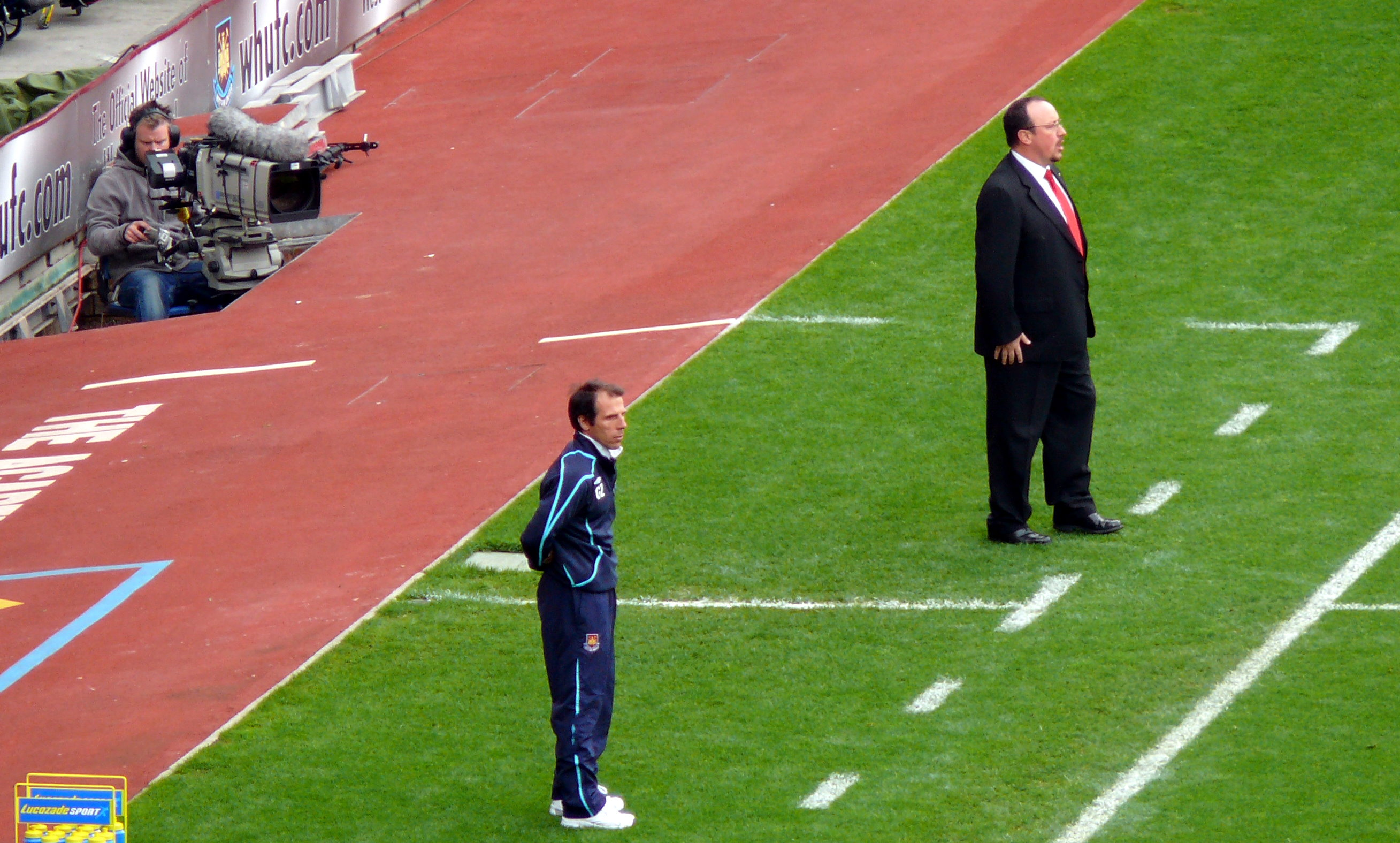
2009년, 잔프랑코 졸라 웨스트햄 유나이티드 감독과 선 베니테스

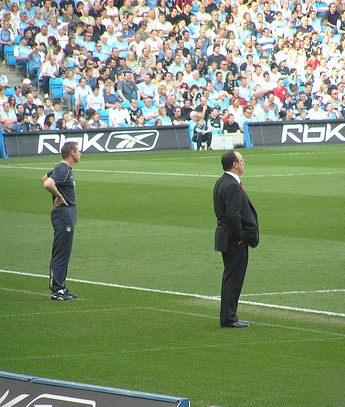
2007년 스튜어트 피어스 맨체스터 시티 감독과 선 베니테스

베니테스 감독은 잉글랜드에서 활동하던 시절 주제 모리뉴와 (2004년에서 2007년까지 첼시 지휘) 맨체스터 유나이티드의 알렉스 퍼거슨과 다툼이 있었다. 베니테스는 모리뉴의 임기에 로만 아브라모비치의 자금력이 첼시의 성공의 원동력이 되었다고 몇 차례 언급하면서, 둘은 몇 경기에서 악수하는 것을 거부하였다. (단 모리뉴 감독은 2006년 리그 경기 이후 다툼이 끝났다고 밝혔다) 모리뉴가 2007년에 첼시를 떠난 후, 베니테스는 퍼거슨과 아스널 감독 아르센 벵어와 마찬가지로 "여러분도 그와의 관계를 알다시피, 저는 이에 대해 침묵을 지키는 것이 좋겠습니다."라고 말하였다.
2009년 1월 9일, 베니테스는 알렉스 퍼거슨의 임기에 논란의 경의를 표하였는데, 퍼거슨과 맨체스터 유나이티드는 리버풀이 리그 선두에 있는 것에 긴장하고 있다고 말했고, 이어서 맨체스터 유나이티드 감독은 잉글랜드 축구 협회 규정을 위반한 것에 면책권이 있다고 짚었는데, 그는 "그런 일로 징계를 받지 않는 리그의 유일한 감독"이라고 비꼬아, 퍼거슨이 FA가 포츠머스와의 FA컵 경기 후 마틴 앳킨슨과 키스 해킷에 비난한 것에 대해 FA의 징계를 받지 않은 것을 상기시켰다. 2013년에 출판한 퍼거슨의 자서전에 따르면, 퍼거슨은 "베니테스가 나쁘게 받아들여 싸움을 진지하게 생각했다"라고 말했다.
베니테스는 뉴캐슬 유나이티드와 블랙번 로버스의 감독을 맡은 샘 앨러다이스와도 언쟁을 벌였다. 앨러다이스 감독이 뉴캐슬 지휘봉을 잡던 시절, 앨러다이스는 베니테스가 유럽대항전 성적이 리그 성적만큼 부진했다면 해임되었을 것이다고 발언했다. 앨러다이스가 블랙번 감독이었던 2009년 4월에 열린 경기에서는 페르난도 토레스가 리버풀의 2번째 득점을 올렸을 때 베니테스의 몸짓이 거만했다고 지적했다. 앨러다이스는 리버풀이 고작 2골을 앞서나가는 와중에 베니테스가 경기는 끝난 것과 다름없다는 표시를 했다고 증언했다. 앨러다이스의 주장은 나중에 알렉스 퍼거슨의 동조를 얻었다. 그러나, 베니테스는 몸짓에 대해 해명했다: 그는 앞서 샤비 알론소한테 짧은 프리킥을 차도록 지시했다고 밝혔다. 이 지시가 묵살되었고, 이는 골이 되었다. 베니테스는 농담조로 알론소에게 자신의 지시를 무시하라고 말했으며, 경기가 사실상 끝났다고 전하지는 않았다고 강조했다.

## 감독 방식
베니테스는 잉글랜드 축구계에서 호의를 얻기 힘든 감독으로 알려져 왔는데, 스티븐 제라드 리버풀 전 주장은 자신이 훌륭한 활약을 펼치고 베니테스 감독으로부터 "수고했다"는 말이 나오기까지 오래 기다렸다고 인정했다. 베니테스의 무자비함은 리버풀에서의 4시즌 동안 UEFA 챔피언스리그 우승 주역들 중 제라드와 제이미 캐러거 남겨둔 것을 통해 증명되며, 승부차기에서 몇 차례 선방한 예지 두데크도 유럽 정상에 오른 바로 다음 시즌에 후보 수문장으로 밀려났다.
베니테스가 가장 선호하는 배치 형태는 4-2-3-1로, 그는 발렌시아와 리버풀 시절부터 이 전술을 사용하기 시작했다. 그는 수 차례 전술적 감각으로 높은 평가를 받았는데, 특히 유럽대항전에서 자신의 선수단이 상대 약점을 최다한 활용하는 데에 두각을 나타냈다.
2005 UEFA 챔피언스리그 결승전에서 보인 그의 침착함과 전술적 변화는 선수들에게 새 전술을 사용하기 위해 12명이 뛰어야 하겠지만 0-3으로 밀린 가운데에 반격할 수 있다는 믿음을 심었다. 베니테스는 선수단을 최대한 활용하기 위해 주축 선수를 변칙적으로 배치하는 경향이 있는데, 예를 들어 스티븐 제라드와 (2005-06 시즌의 경우) 디르크 카위트를 우측 미드필더로 기용했다. 우측 미드필더로서 스티븐 제라드는 효율적으로 승리하면서 가장 많은 성과를 거둔 시즌을 보냈는데, UEFA 챔피언스리그와 FA컵 우승을 거두었다.

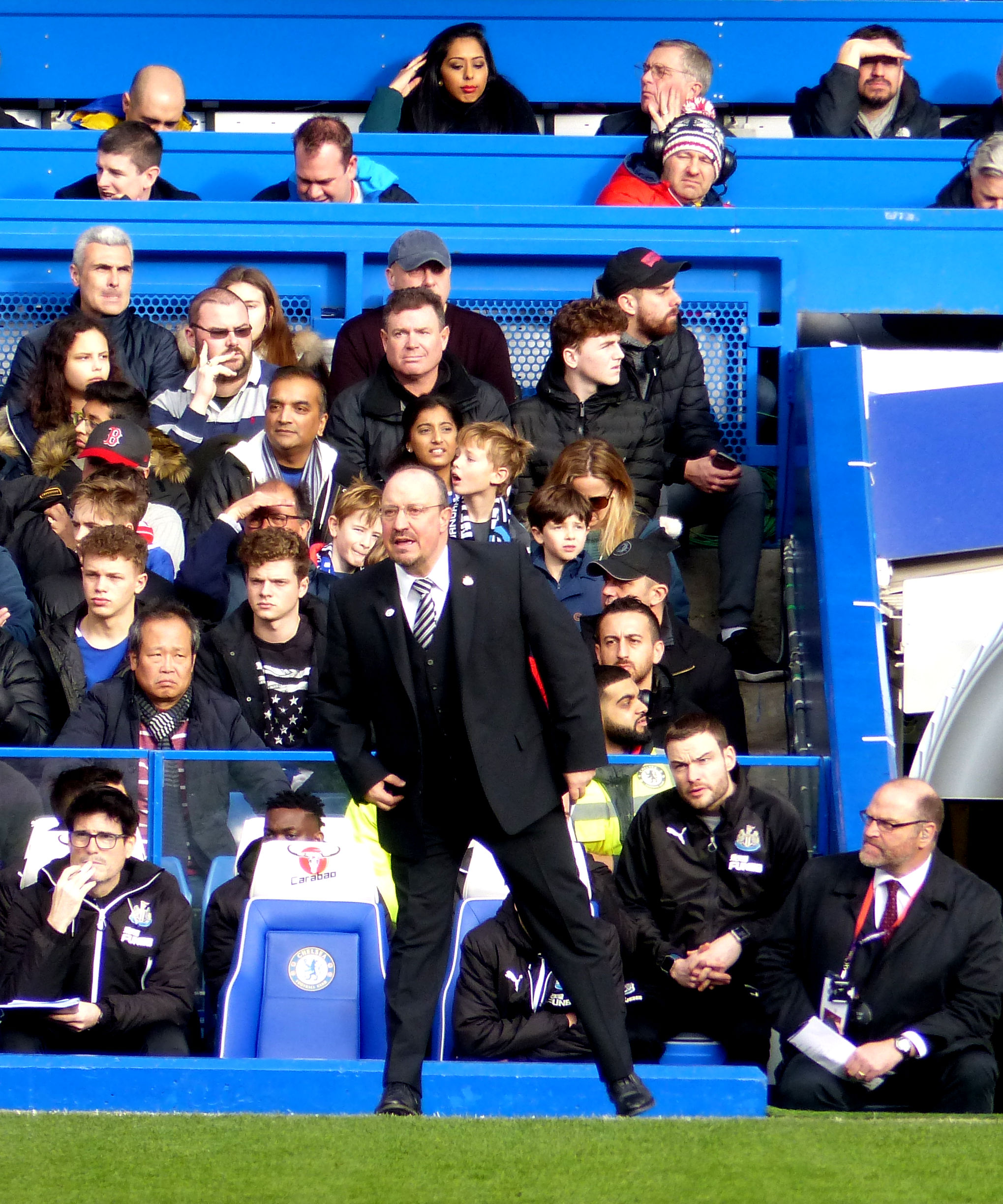
2018년, 뉴캐슬 유나이티드의 베니테스

베니테스는 선수단 전환과 지역 방어의 독실한 신봉자이다. 잉글랜드 언론의 큰 질타에도 불구하고, 베니테스는 리버풀에서의 처음 2시즌에 거둔 UEFA 챔피언스리그와 FA컵 우승에 고무되어 이 정책을 고수했다. 베니테스는 규모가 작은 자신의 선수단을 주기적으로 전환해 주축 선수들이 토너먼트전 후반에 몸상태가 완전히 올라와야 한다고 주장했다.
지역 방어 전술은 리버풀이 경기 재개 상황에서 실점이 나올 때마다 평론가들의 비판을 받았는데, 베니테스는 득점이 많지 않아도 수비적으로 우수한 선수단을 보유함에도 불구하고도 이례적인 일이었다. 베니테스는 자신의 전술을 고수하여, 대인 방어를 해도 실점 정도는 비스할 것이라 짚었고, 경기 재개 상황에서도 크게 다를 것은 없다고 덧붙였다.
2008-09 시즌 종료 후, 리버풀 전설 케니 달글리시를 유소년부 수장으로 임명하는 등 구단 유소년부의 개선을 위해 뒷방을 단장할 것을 주장했다.

## 사생활
베니테스의 부친 프란시스코 베니테스는 호텔 경영인이었다. 그의 모친 로사리오 마우데스는 열렬한 축구광으로 아틀레티코 마드리드를 지지한 남편과 달리 레알 마드리드를 열렬히 지지했다. 프란시스코 베니테스는 2005년 12월, 베니테스가 일본에서 FIFA 클럽 월드컵 대회를 치르는 도중에 작고했다.
라파엘 베니테스는 1998년에 마리아 몬트세라트를 배우자로 맞이했다. 슬하에 2녀를 두고 있는데, 장녀 클라우디아는 1999년 마드리드 출생이고, 차녀 아가타는 2002년 발렌시아 출생이다. 베니테스는 스페인어, 영어, 그리고 이탈리아어를 유창히 구사할 수 있다.

### 감독

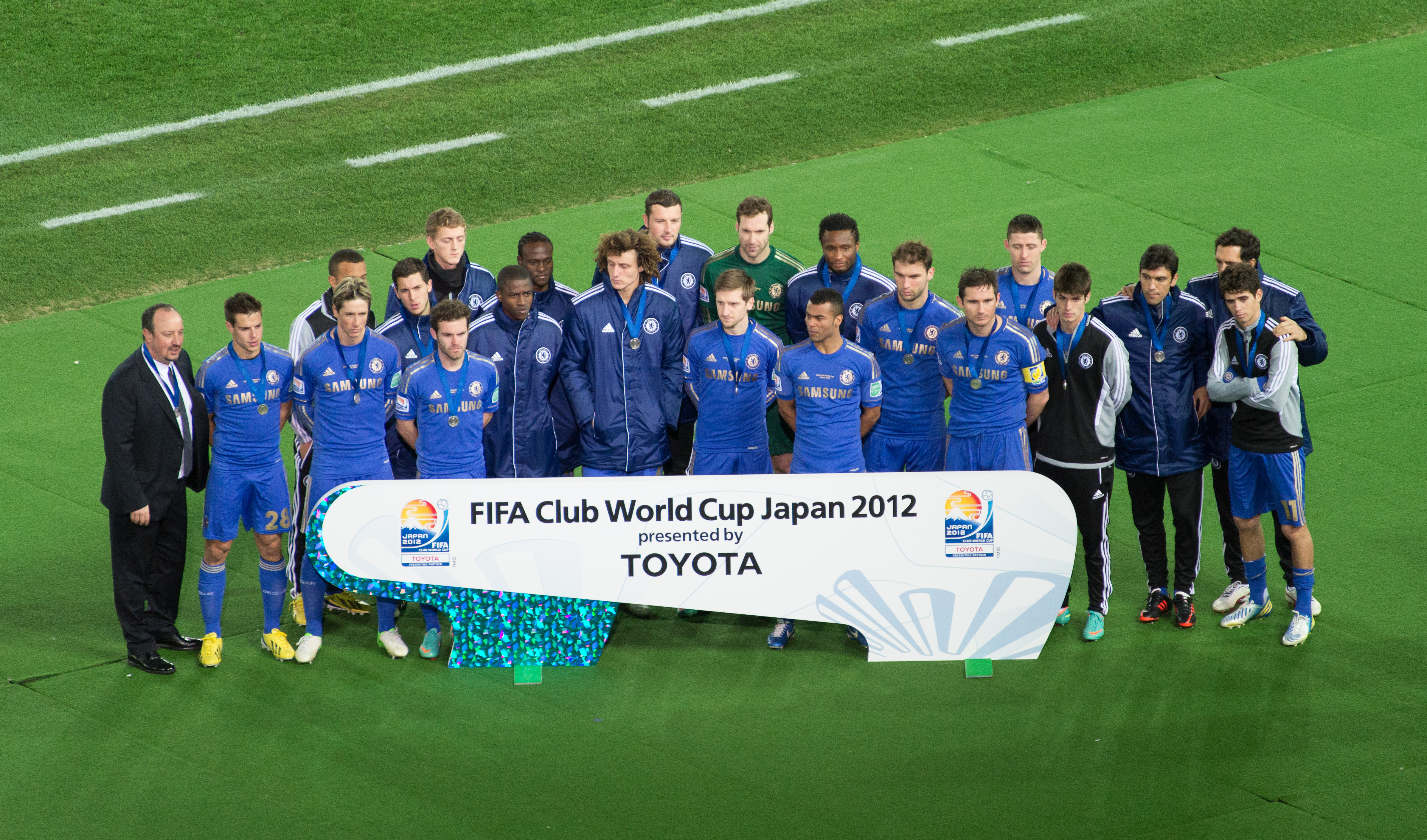
2012년 FIFA 클럽 월드컵에 참가한 베니테스와 첼시 선수단

## 감독 통계
2023년 12월 12일 기준
| 구단              | 취임             | 해임             | 기록 | 기록 | 기록 | 기록 | 기록 | 주                     |
| 구단              | 취임             | 해임             | 전   | 승   | 무   | 패   | 율   | 주                     |
| ----------------- | ---------------- | ---------------- | ---- | ---- | ---- | ---- | ---- | ---------------------- |
| 레알 마드리드 B   | 1993년           | 1995년           | 65   | 26   | 18   | 21   | 40.0 | [ 131 ]                |
| 레알 바야돌리드   | 1995년           | 1996년           | 29   | 5    | 10   | 14   | 17.2 | [ 132 ]                |
| 오사수나          | 1996년           | 1996년           | 11   | 3    | 4    | 4    | 27.3 | [ 133 ]                |
| 엑스트레마두라    | 1997년           | 1999년           | 92   | 36   | 26   | 30   | 39.1 | [ 134 ]                |
| 테네리페          | 2000년           | 2001년           | 46   | 23   | 11   | 12   | 50.0 | [ 135 ]                |
| 발렌시아          | 2001년 7월       | 2004년 6월 1일   | 162  | 88   | 41   | 33   | 54.3 | [ 6 ] [ 136 ] [ 137 ]  |
| 리버풀            | 2004년 6월 16일  | 2010년 6월 3일   | 350  | 194  | 77   | 79   | 55.4 | [ 138 ]                |
| 인테르나치오날레  | 2010년 6월 10일  | 2010년 12월 23일 | 25   | 12   | 6    | 7    | 48.0 | [ 138 ]                |
| 첼시 (임시)       | 2012년 11월 21일 | 2013년 5월 27일  | 48   | 28   | 10   | 10   | 58.3 | [ 83 ] [ 138 ] [ 139 ] |
| 나폴리            | 2013년 5월 27일  | 2015년 6월 3일   | 112  | 59   | 28   | 25   | 52.7 | [ 83 ] [ 138 ]         |
| 레알 마드리드     | 2015년 6월 3일   | 2016년 1월 4일   | 25   | 17   | 5    | 3    | 68.0 | [ 138 ]                |
| 뉴캐슬 유나이티드 | 2016년 3월 11일  | 2019년 6월 30일  | 146  | 62   | 31   | 53   | 42.5 | [ 138 ]                |
| 다롄 프로         | 2019년 7월 2일   | 2021년 1월 23일  | 38   | 12   | 8    | 18   | 31.6 |                        |
| 에버턴            | 2021년 6월 30일  | 2022년 1월 16일  | 22   | 7    | 5    | 10   | 31.8 |                        |
| 셀타 비고         | 2023년 7월 1일   |                  | 18   | 3    | 7    | 8    | 16.7 |                        |
| 합계              | 합계             | 합계             | 1189 | 575  | 287  | 327  | 48.4 | —                      |

## 수상

### 선수

#### 팔라
- 테르세라 디비시온: 1981–82

### 감독[140]

#### 발렌시아
- 라 리가: 2001–02, 2003–04
- UEFA컵: 2003–04

#### 리버풀
- FA컵: 2005–06
- FA 커뮤니티 실드: 2006
- UEFA 챔피언스리그: 2004–05, 준우승 (2006-07)
- UEFA 슈퍼컵: 2005

#### 인테르나치오날레
- 수페르코파 이탈리아나: 2010
- FIFA 클럽 월드컵: 2010

#### 첼시
- UEFA 유로파리그: 2012–13

#### 나폴리
- 코파 이탈리아: 2013–14
- 수페르코파 이탈리아나: 2014

#### 뉴캐슬 유나이티드
- EFL 챔피언십: 2016–17[141]

### 개인
- 라 리가 최우수 감독: 2002
- UEFA 올해의 감독: 2003–04, 2004–05
- 유럽 올해의 감독상 / 앨프 램지 상: 2005
- LMA 특별 공로상: 2006
- 프리미어리그 이달의 감독상: 2005년 11월, 2005년 12월, 2007년 1월, 2008년 10월, 2009년 3월, 2013년 4월, 2018년 11월[142]
- EFL 챔피언십 이달의 감독상: 2016년 10월[143]

## 같이 보기
- 유러피언컵 및 UEFA 챔피언스리그 우승팀 감독 목록
- UEFA컵 및 UEFA 유로파리그 우승팀 감독 목록

## 참고
1. ↑  베니테스는 따로 스페인어: beˈniteθ로 발음한다